# Ocean Township (comté de Monmouth)
Pour les articles homonymes, voir Ocean Township.
Ocean Township est une municipalité américaine située dans le comté de Monmouth au New Jersey. Lors du recensement de 2010, Ocean Township compte 27 291 habitants et s'étend sur 11,00 milles carrés (28,49 km2), dont 0,12 mille carré (0,31 km2) d'étendues d'eau.

## Histoire
Le township est créé en 1849 à partir du township de Shrewbury. Il doit son nom à sa situation sur l'Océan Atlantique.

## Démographie
La population d'Ocean Township est estimée à 26 988 habitants au 1er juillet 2017.
| Groupe                           | Ocean Township | New Jersey | États-Unis |
| -------------------------------- | -------------- | ---------- | ---------- |
| Blancs                           | 79,9           | 72,4       | 76,9       |
| Afro-Américains                  | 8,5            | 15,0       | 13,3       |
| Asiatiques                       | 5,4            | 9,8        | 5,7        |
| Métis                            | 3,2            | 2,2        | 2,6        |
| Amérindiens                      | 0,3            | 0,6        | 1,3        |
|                                  |                |            |            |
| Hispaniques et Latino-Américains | 11,4           | 20,0       | 17,8       |

Le revenu par habitant était en moyenne de 40 017 dollars par an entre 2012 et 2016, supérieur à la moyenne du New Jersey (37 538 dollars) et à la moyenne nationale (29 829 dollars). Sur cette même période, 10,7 % des habitants d'Ocean Township vivaient sous le seuil de pauvreté (contre 10,4 % dans l'État et 12,7 % à l'échelle des États-Unis).